# Зільвія Фреліх
Зільвія Фреліх (нім. Silvia Fröhlich, 24 лютого 1959) — німецька академічна веслувальниця.
Олімпійська чемпіонка 1980 року в складі розпашної четвірки зі стерновою.
Чемпіонка світу 1982, 1983 років у складі розпашної двійки без стернової, срібна призерка 1978 (вісімки), 1979 (вісімки), 1981 (розпашні четвірки зі стерновою) років.